# Niobe
För andra betydelser, se Niobe (olika betydelser).

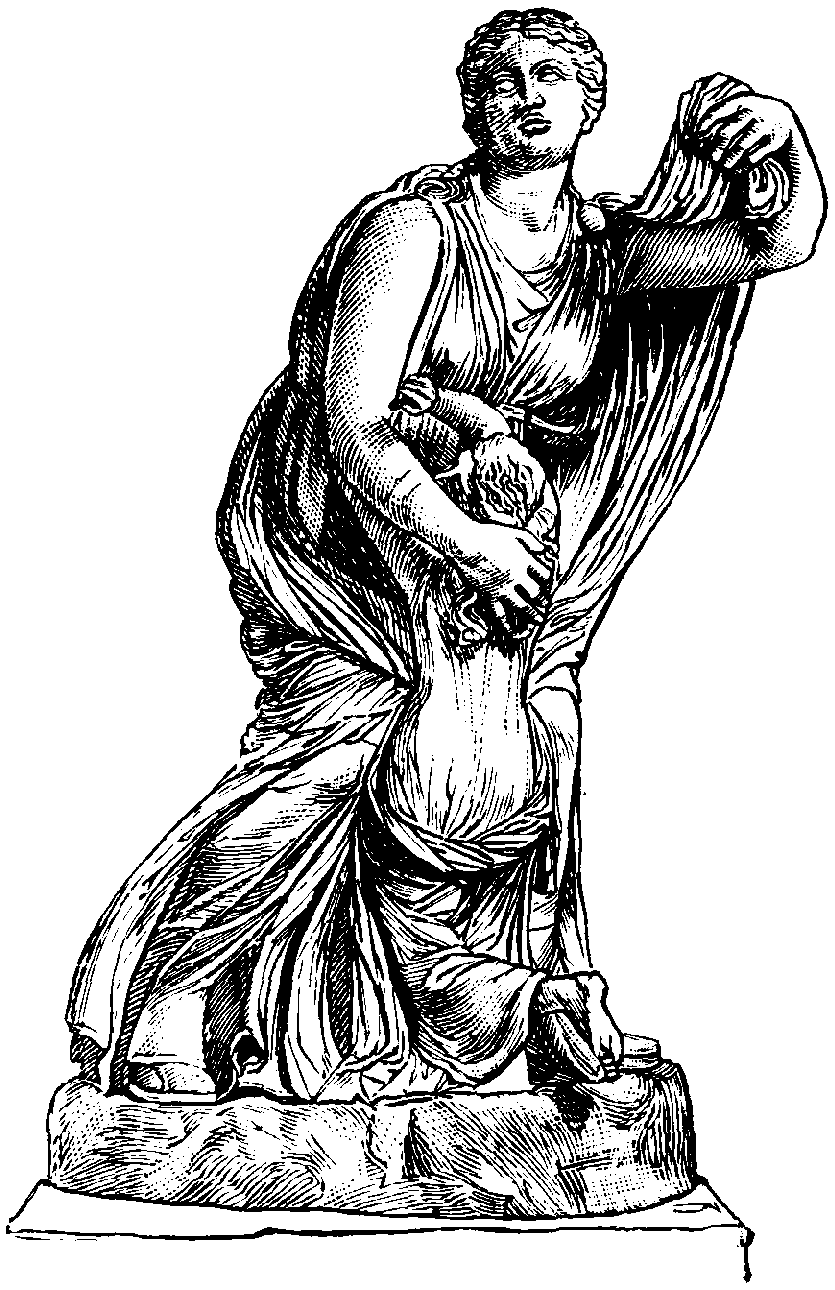
Niobe. Mittfiguren i Niobegruppen i Uffizierna, Florens. Gruppen påträffades i Rom 1583, och antogs tidigare vara ett grekiskt original, men anses numera vara en romersk kopia av en grekisk skulptur från Skopas tid.

Niobe var en lydisk prinsessa och drottning av Thebe i grekisk mytologi. Hon var dotter till Tantalos och gift med kung Amphion av Thebe. Tillsammans hade de sju söner och sju döttrar och enligt vissa myter var de även föräldrar till Ismenos.

## Niobes straff
Ovidius version
Den mest kända myten om Niobes straff är den som Ovidius skrev om i sitt verk Metamorphoser och den var som följande:
Niobe och Amphion hade tillsammans sju söner och sju döttrar som alla var oändligt vackra. Ingenting skänkte Niobe så mycket glädje och tillfredsställelse som hennes barn. Detta gjorde att hon ofta skröt om sitt höga antal barn och hånade titandottern Leto för att hon endast hade två barn. Leto, mor till tvillinggudarna Apollon och Artemis, förargades och ville straffa Niobe för hennes skrytsamhet. Hon kallade till sig sina barn och bad dem döda alla Niobes barn. 
Apollon och Artemis tog sig in i palatset i Thebe och Apollon sköt ihjäl de sju sönerna medan Artemis sköt de sju döttrarna med sina silverpilar. Leto gladdes inte bara över att hennes son och dotter var bättre än Niobes, utan att Niobe nu stod helt barnlös. Niobe, utom sig av sorg, flydde till berget Sipylus, där hon blev till sten och hennes hejdlösa gråt började rinna från det förstenade ansiktet. Sipylus naturliga bildning kan tas för en kvinnas huvud, och det har redan av geografen Pausanias satts i samband med Niobe. Den "Gråtande Klippan" (Turkiska: Ağlayan Kaya) är en kalkstensformation, vars porer släpper igenom regnvatten. 
En version av sagan säger att en av döttrarna fick leva; Chloris, Nestors moder - dennes långa liv skulle då vara ett slags kompensation för alla de år som hans morbröder och mostrar aldrig fick uppleva...
Parthenius version
Den grekiske poeten Parthenius skrev dock en annan version som löd som följer:
Niobe var Assaons dotter, inte Tantalos, och hon var gift med Philottos istället för Amphion. När Niobe skröt om sina barn, straffade Leto henne genom att först se till att Philottos omkom under en jakt. Sedan gjorde hon så att Assaon förälskade sig i sin egen dotter och ville gifta sig med henne. När Niobe vägrade och avvisade hans närmanden, bjöd han in hennes barn till en bankett där han brände dem alla till döds. När Niobe fick vet vad han hade gjort, kastade hon sig ut för ett stup där hon omkom.
Niobeberättelserna har varit ett populärt motiv inom den romerska och grekiska konsten. Förutom den kända Niobeskulpturen på Uffizierna i Florens märks en grupp om tre niobider påträffade i Rom från mitten av 400-talet f. Kr., som troligen prytt en tempelgavel. Två av skulpturerna finns idag på Ny Carlsberg Glyptotek, den tredje i Rom. Den i Rom placerade bilden, föreställande en av Niobes döttrar träffad i ryggen av en pil kallas ofta efter sin fyndort Niobiden från Banca commerciale.